# Bifurcata
De Bifurcata (bifurcés in het Frans) zijn een clade van Squamata die een gespleten tong hebben (in tweeën gedeeld). Bovendien hebben ze ISO's (integumentaire sensorische organen of tegumentaire sensorische organen), chemische detectoren waarmee ze hun prooi gemakkelijker kunnen detecteren.
Nicolas Vidal benoemde de klade in 2005/2006, als de groep die de Unidentata en Gekkota omvatte. Een definitie verankerd op soorten werd niet gegeven. De Bifurcata waren in zijn fylogenie het zustertaxon van de Dibamia. Dat was voornamelijk gebaseerd op moleculaire gegevens. Voor analyses op basis van de skeletbouw is het concept weinig relevant.